# Noburu Katagami
Noburu Katagami (片上 伸, Katagami Noburu), 20 février 1884 - 5 mars 1928, est un critique littéraire japonais et professeur de littérature russe à l'université Waseda. Il est également connu sous le nom Tengen Katagami (片上天絃; plus tard 片上天弦).

## Biographie
Né à Ehime, Katagami est diplômé de l'université Waseda en 1906 avec une spécialisation en littérature anglaise. Il est partisan du naturalisme en tant que rédacteur en chef de la revue Waseda bungaku. Il est nommé professeur à l'université Waseda en 1910 mais s'intéresse bientôt à la littérature russe et se rend en Russie pour l'étudier (1915-1918). En 1920, alors que l'université Waseda créé un département de littérature russe, Katagami en est nommé professeur principal. Masuji Ibuse, un de ses étudiants à l'époque, a été sexuellement harcelé (homosexualité) par Katagami et a dû quitter l'université avant d'obtenir son diplôme (1921).
La théorie littéraire de Katagami est au fondement de la littérature prolétarienne au Japon.

## Source de la traduction
- (en) Cet article est partiellement ou en totalité issu de l’article de Wikipédia en anglais intitulé « Noburu Katagami » (voir la liste des auteurs).
- Notices d'autorité :   - VIAF
  - ISNI
  - IdRef
  - LCCN
  - GND
  - Japon
  - CiNii
  - Pays-Bas
  - Israël
  - WorldCat